# Liard (moneta)
Liard è il nome di diverse monete antiche francesi.
- È un'antica moneta di rame usata in Francia sino al 1856. Valeva un quarto di sol.
- Una moneta con questa denominazione era anche usata nel Principato vescovile di Liegi.
- Aveva tale denominazione anche una frazione del Kronentaler, moneta dei Paesi Bassi spagnoli. 1 Kronentaler valeva 254 liard. In seguito all'occupazione francese del 1794, il Kronentaler fu sostituito con il franco francese.

## Storia
Inizialmente coniato esclusivamente per il Delfinato, poi dal XV secolo - durante il regno di Luigi XI (1461-1483) - per tutta la Francia, aveva un valore di tre denier tournois, cioè un quarto di sol. Solo in argento da principio, poi dal 1649 anche in rame e infine solo in rame, viene coniata fino al 1791-92. 
Nel 1856 viene demonetizzata.
La legge dell'11 gennaio 1791 stabilì la coniazione di una nuova moneta con la nuova denominazione di 3 deniers che fu coniata in due versioni nell'anno 4° della libertà in 1 milione di esemplari. Quest'ultima coniazione, con il nuovo nome recava al dritto il busto di Luigi XVI e la legenda LOUIS XVI ROI DES FRANÇAIS in una versione, coniata a Strasburgo, e DES FRANÇOIS in quella coniata a Lione e Limoges; sotto l'anno 1792. Al rovescio era raffigurato un fascio sovrastato da un berretto frigio in una corona di quercia ed ai lati l'indicazione del valore 3 D. La legenda intorno è LA NATION LA - LOI LE ROI. Sotto, con caratteri più piccoli L'AN 4 DE LA LIBERTE.
Nel principato di Monaco sotto il principe Antonio I (1701-1731) fu coniata una moneta di pari valore con il nome di liardo.